# أوه2 أرينا (براغ)
أوه2 أرينا هي صالة متعددة الأستخدامات تقع في براغ، جمهورية التشيك. تم افتتاح الصالة في 27 مارس 2004.